# Відкрита лінія
|   | a | b | c | d | e | f | g | h |   |
| 8 | e8 чорний хрестик · a7 чорний пішак · b7 чорний пішак · c7 чорний пішак · d7 чорний пішак · e7 чорний хрестик · f7 чорний пішак · g7 чорний пішак · h7 чорний пішак · e6 чорний хрестик · e5 чорний хрестик · e4 чорний хрестик · e3 чорний хрестик · a2 білий пішак · b2 білий пішак · c2 білий пішак · d2 білий пішак · e2 біла тура · f2 білий пішак · g2 білий пішак · h2 білий пішак · e1 біла тура | e8 чорний хрестик · a7 чорний пішак · b7 чорний пішак · c7 чорний пішак · d7 чорний пішак · e7 чорний хрестик · f7 чорний пішак · g7 чорний пішак · h7 чорний пішак · e6 чорний хрестик · e5 чорний хрестик · e4 чорний хрестик · e3 чорний хрестик · a2 білий пішак · b2 білий пішак · c2 білий пішак · d2 білий пішак · e2 біла тура · f2 білий пішак · g2 білий пішак · h2 білий пішак · e1 біла тура | e8 чорний хрестик · a7 чорний пішак · b7 чорний пішак · c7 чорний пішак · d7 чорний пішак · e7 чорний хрестик · f7 чорний пішак · g7 чорний пішак · h7 чорний пішак · e6 чорний хрестик · e5 чорний хрестик · e4 чорний хрестик · e3 чорний хрестик · a2 білий пішак · b2 білий пішак · c2 білий пішак · d2 білий пішак · e2 біла тура · f2 білий пішак · g2 білий пішак · h2 білий пішак · e1 біла тура | e8 чорний хрестик · a7 чорний пішак · b7 чорний пішак · c7 чорний пішак · d7 чорний пішак · e7 чорний хрестик · f7 чорний пішак · g7 чорний пішак · h7 чорний пішак · e6 чорний хрестик · e5 чорний хрестик · e4 чорний хрестик · e3 чорний хрестик · a2 білий пішак · b2 білий пішак · c2 білий пішак · d2 білий пішак · e2 біла тура · f2 білий пішак · g2 білий пішак · h2 білий пішак · e1 біла тура | e8 чорний хрестик · a7 чорний пішак · b7 чорний пішак · c7 чорний пішак · d7 чорний пішак · e7 чорний хрестик · f7 чорний пішак · g7 чорний пішак · h7 чорний пішак · e6 чорний хрестик · e5 чорний хрестик · e4 чорний хрестик · e3 чорний хрестик · a2 білий пішак · b2 білий пішак · c2 білий пішак · d2 білий пішак · e2 біла тура · f2 білий пішак · g2 білий пішак · h2 білий пішак · e1 біла тура | e8 чорний хрестик · a7 чорний пішак · b7 чорний пішак · c7 чорний пішак · d7 чорний пішак · e7 чорний хрестик · f7 чорний пішак · g7 чорний пішак · h7 чорний пішак · e6 чорний хрестик · e5 чорний хрестик · e4 чорний хрестик · e3 чорний хрестик · a2 білий пішак · b2 білий пішак · c2 білий пішак · d2 білий пішак · e2 біла тура · f2 білий пішак · g2 білий пішак · h2 білий пішак · e1 біла тура | e8 чорний хрестик · a7 чорний пішак · b7 чорний пішак · c7 чорний пішак · d7 чорний пішак · e7 чорний хрестик · f7 чорний пішак · g7 чорний пішак · h7 чорний пішак · e6 чорний хрестик · e5 чорний хрестик · e4 чорний хрестик · e3 чорний хрестик · a2 білий пішак · b2 білий пішак · c2 білий пішак · d2 білий пішак · e2 біла тура · f2 білий пішак · g2 білий пішак · h2 білий пішак · e1 біла тура | e8 чорний хрестик · a7 чорний пішак · b7 чорний пішак · c7 чорний пішак · d7 чорний пішак · e7 чорний хрестик · f7 чорний пішак · g7 чорний пішак · h7 чорний пішак · e6 чорний хрестик · e5 чорний хрестик · e4 чорний хрестик · e3 чорний хрестик · a2 білий пішак · b2 білий пішак · c2 білий пішак · d2 білий пішак · e2 біла тура · f2 білий пішак · g2 білий пішак · h2 білий пішак · e1 біла тура | 8 |
| 7 | e8 чорний хрестик · a7 чорний пішак · b7 чорний пішак · c7 чорний пішак · d7 чорний пішак · e7 чорний хрестик · f7 чорний пішак · g7 чорний пішак · h7 чорний пішак · e6 чорний хрестик · e5 чорний хрестик · e4 чорний хрестик · e3 чорний хрестик · a2 білий пішак · b2 білий пішак · c2 білий пішак · d2 білий пішак · e2 біла тура · f2 білий пішак · g2 білий пішак · h2 білий пішак · e1 біла тура | e8 чорний хрестик · a7 чорний пішак · b7 чорний пішак · c7 чорний пішак · d7 чорний пішак · e7 чорний хрестик · f7 чорний пішак · g7 чорний пішак · h7 чорний пішак · e6 чорний хрестик · e5 чорний хрестик · e4 чорний хрестик · e3 чорний хрестик · a2 білий пішак · b2 білий пішак · c2 білий пішак · d2 білий пішак · e2 біла тура · f2 білий пішак · g2 білий пішак · h2 білий пішак · e1 біла тура | e8 чорний хрестик · a7 чорний пішак · b7 чорний пішак · c7 чорний пішак · d7 чорний пішак · e7 чорний хрестик · f7 чорний пішак · g7 чорний пішак · h7 чорний пішак · e6 чорний хрестик · e5 чорний хрестик · e4 чорний хрестик · e3 чорний хрестик · a2 білий пішак · b2 білий пішак · c2 білий пішак · d2 білий пішак · e2 біла тура · f2 білий пішак · g2 білий пішак · h2 білий пішак · e1 біла тура | e8 чорний хрестик · a7 чорний пішак · b7 чорний пішак · c7 чорний пішак · d7 чорний пішак · e7 чорний хрестик · f7 чорний пішак · g7 чорний пішак · h7 чорний пішак · e6 чорний хрестик · e5 чорний хрестик · e4 чорний хрестик · e3 чорний хрестик · a2 білий пішак · b2 білий пішак · c2 білий пішак · d2 білий пішак · e2 біла тура · f2 білий пішак · g2 білий пішак · h2 білий пішак · e1 біла тура | e8 чорний хрестик · a7 чорний пішак · b7 чорний пішак · c7 чорний пішак · d7 чорний пішак · e7 чорний хрестик · f7 чорний пішак · g7 чорний пішак · h7 чорний пішак · e6 чорний хрестик · e5 чорний хрестик · e4 чорний хрестик · e3 чорний хрестик · a2 білий пішак · b2 білий пішак · c2 білий пішак · d2 білий пішак · e2 біла тура · f2 білий пішак · g2 білий пішак · h2 білий пішак · e1 біла тура | e8 чорний хрестик · a7 чорний пішак · b7 чорний пішак · c7 чорний пішак · d7 чорний пішак · e7 чорний хрестик · f7 чорний пішак · g7 чорний пішак · h7 чорний пішак · e6 чорний хрестик · e5 чорний хрестик · e4 чорний хрестик · e3 чорний хрестик · a2 білий пішак · b2 білий пішак · c2 білий пішак · d2 білий пішак · e2 біла тура · f2 білий пішак · g2 білий пішак · h2 білий пішак · e1 біла тура | e8 чорний хрестик · a7 чорний пішак · b7 чорний пішак · c7 чорний пішак · d7 чорний пішак · e7 чорний хрестик · f7 чорний пішак · g7 чорний пішак · h7 чорний пішак · e6 чорний хрестик · e5 чорний хрестик · e4 чорний хрестик · e3 чорний хрестик · a2 білий пішак · b2 білий пішак · c2 білий пішак · d2 білий пішак · e2 біла тура · f2 білий пішак · g2 білий пішак · h2 білий пішак · e1 біла тура | e8 чорний хрестик · a7 чорний пішак · b7 чорний пішак · c7 чорний пішак · d7 чорний пішак · e7 чорний хрестик · f7 чорний пішак · g7 чорний пішак · h7 чорний пішак · e6 чорний хрестик · e5 чорний хрестик · e4 чорний хрестик · e3 чорний хрестик · a2 білий пішак · b2 білий пішак · c2 білий пішак · d2 білий пішак · e2 біла тура · f2 білий пішак · g2 білий пішак · h2 білий пішак · e1 біла тура | 7 |
| 6 | e8 чорний хрестик · a7 чорний пішак · b7 чорний пішак · c7 чорний пішак · d7 чорний пішак · e7 чорний хрестик · f7 чорний пішак · g7 чорний пішак · h7 чорний пішак · e6 чорний хрестик · e5 чорний хрестик · e4 чорний хрестик · e3 чорний хрестик · a2 білий пішак · b2 білий пішак · c2 білий пішак · d2 білий пішак · e2 біла тура · f2 білий пішак · g2 білий пішак · h2 білий пішак · e1 біла тура | e8 чорний хрестик · a7 чорний пішак · b7 чорний пішак · c7 чорний пішак · d7 чорний пішак · e7 чорний хрестик · f7 чорний пішак · g7 чорний пішак · h7 чорний пішак · e6 чорний хрестик · e5 чорний хрестик · e4 чорний хрестик · e3 чорний хрестик · a2 білий пішак · b2 білий пішак · c2 білий пішак · d2 білий пішак · e2 біла тура · f2 білий пішак · g2 білий пішак · h2 білий пішак · e1 біла тура | e8 чорний хрестик · a7 чорний пішак · b7 чорний пішак · c7 чорний пішак · d7 чорний пішак · e7 чорний хрестик · f7 чорний пішак · g7 чорний пішак · h7 чорний пішак · e6 чорний хрестик · e5 чорний хрестик · e4 чорний хрестик · e3 чорний хрестик · a2 білий пішак · b2 білий пішак · c2 білий пішак · d2 білий пішак · e2 біла тура · f2 білий пішак · g2 білий пішак · h2 білий пішак · e1 біла тура | e8 чорний хрестик · a7 чорний пішак · b7 чорний пішак · c7 чорний пішак · d7 чорний пішак · e7 чорний хрестик · f7 чорний пішак · g7 чорний пішак · h7 чорний пішак · e6 чорний хрестик · e5 чорний хрестик · e4 чорний хрестик · e3 чорний хрестик · a2 білий пішак · b2 білий пішак · c2 білий пішак · d2 білий пішак · e2 біла тура · f2 білий пішак · g2 білий пішак · h2 білий пішак · e1 біла тура | e8 чорний хрестик · a7 чорний пішак · b7 чорний пішак · c7 чорний пішак · d7 чорний пішак · e7 чорний хрестик · f7 чорний пішак · g7 чорний пішак · h7 чорний пішак · e6 чорний хрестик · e5 чорний хрестик · e4 чорний хрестик · e3 чорний хрестик · a2 білий пішак · b2 білий пішак · c2 білий пішак · d2 білий пішак · e2 біла тура · f2 білий пішак · g2 білий пішак · h2 білий пішак · e1 біла тура | e8 чорний хрестик · a7 чорний пішак · b7 чорний пішак · c7 чорний пішак · d7 чорний пішак · e7 чорний хрестик · f7 чорний пішак · g7 чорний пішак · h7 чорний пішак · e6 чорний хрестик · e5 чорний хрестик · e4 чорний хрестик · e3 чорний хрестик · a2 білий пішак · b2 білий пішак · c2 білий пішак · d2 білий пішак · e2 біла тура · f2 білий пішак · g2 білий пішак · h2 білий пішак · e1 біла тура | e8 чорний хрестик · a7 чорний пішак · b7 чорний пішак · c7 чорний пішак · d7 чорний пішак · e7 чорний хрестик · f7 чорний пішак · g7 чорний пішак · h7 чорний пішак · e6 чорний хрестик · e5 чорний хрестик · e4 чорний хрестик · e3 чорний хрестик · a2 білий пішак · b2 білий пішак · c2 білий пішак · d2 білий пішак · e2 біла тура · f2 білий пішак · g2 білий пішак · h2 білий пішак · e1 біла тура | e8 чорний хрестик · a7 чорний пішак · b7 чорний пішак · c7 чорний пішак · d7 чорний пішак · e7 чорний хрестик · f7 чорний пішак · g7 чорний пішак · h7 чорний пішак · e6 чорний хрестик · e5 чорний хрестик · e4 чорний хрестик · e3 чорний хрестик · a2 білий пішак · b2 білий пішак · c2 білий пішак · d2 білий пішак · e2 біла тура · f2 білий пішак · g2 білий пішак · h2 білий пішак · e1 біла тура | 6 |
| 5 | e8 чорний хрестик · a7 чорний пішак · b7 чорний пішак · c7 чорний пішак · d7 чорний пішак · e7 чорний хрестик · f7 чорний пішак · g7 чорний пішак · h7 чорний пішак · e6 чорний хрестик · e5 чорний хрестик · e4 чорний хрестик · e3 чорний хрестик · a2 білий пішак · b2 білий пішак · c2 білий пішак · d2 білий пішак · e2 біла тура · f2 білий пішак · g2 білий пішак · h2 білий пішак · e1 біла тура | e8 чорний хрестик · a7 чорний пішак · b7 чорний пішак · c7 чорний пішак · d7 чорний пішак · e7 чорний хрестик · f7 чорний пішак · g7 чорний пішак · h7 чорний пішак · e6 чорний хрестик · e5 чорний хрестик · e4 чорний хрестик · e3 чорний хрестик · a2 білий пішак · b2 білий пішак · c2 білий пішак · d2 білий пішак · e2 біла тура · f2 білий пішак · g2 білий пішак · h2 білий пішак · e1 біла тура | e8 чорний хрестик · a7 чорний пішак · b7 чорний пішак · c7 чорний пішак · d7 чорний пішак · e7 чорний хрестик · f7 чорний пішак · g7 чорний пішак · h7 чорний пішак · e6 чорний хрестик · e5 чорний хрестик · e4 чорний хрестик · e3 чорний хрестик · a2 білий пішак · b2 білий пішак · c2 білий пішак · d2 білий пішак · e2 біла тура · f2 білий пішак · g2 білий пішак · h2 білий пішак · e1 біла тура | e8 чорний хрестик · a7 чорний пішак · b7 чорний пішак · c7 чорний пішак · d7 чорний пішак · e7 чорний хрестик · f7 чорний пішак · g7 чорний пішак · h7 чорний пішак · e6 чорний хрестик · e5 чорний хрестик · e4 чорний хрестик · e3 чорний хрестик · a2 білий пішак · b2 білий пішак · c2 білий пішак · d2 білий пішак · e2 біла тура · f2 білий пішак · g2 білий пішак · h2 білий пішак · e1 біла тура | e8 чорний хрестик · a7 чорний пішак · b7 чорний пішак · c7 чорний пішак · d7 чорний пішак · e7 чорний хрестик · f7 чорний пішак · g7 чорний пішак · h7 чорний пішак · e6 чорний хрестик · e5 чорний хрестик · e4 чорний хрестик · e3 чорний хрестик · a2 білий пішак · b2 білий пішак · c2 білий пішак · d2 білий пішак · e2 біла тура · f2 білий пішак · g2 білий пішак · h2 білий пішак · e1 біла тура | e8 чорний хрестик · a7 чорний пішак · b7 чорний пішак · c7 чорний пішак · d7 чорний пішак · e7 чорний хрестик · f7 чорний пішак · g7 чорний пішак · h7 чорний пішак · e6 чорний хрестик · e5 чорний хрестик · e4 чорний хрестик · e3 чорний хрестик · a2 білий пішак · b2 білий пішак · c2 білий пішак · d2 білий пішак · e2 біла тура · f2 білий пішак · g2 білий пішак · h2 білий пішак · e1 біла тура | e8 чорний хрестик · a7 чорний пішак · b7 чорний пішак · c7 чорний пішак · d7 чорний пішак · e7 чорний хрестик · f7 чорний пішак · g7 чорний пішак · h7 чорний пішак · e6 чорний хрестик · e5 чорний хрестик · e4 чорний хрестик · e3 чорний хрестик · a2 білий пішак · b2 білий пішак · c2 білий пішак · d2 білий пішак · e2 біла тура · f2 білий пішак · g2 білий пішак · h2 білий пішак · e1 біла тура | e8 чорний хрестик · a7 чорний пішак · b7 чорний пішак · c7 чорний пішак · d7 чорний пішак · e7 чорний хрестик · f7 чорний пішак · g7 чорний пішак · h7 чорний пішак · e6 чорний хрестик · e5 чорний хрестик · e4 чорний хрестик · e3 чорний хрестик · a2 білий пішак · b2 білий пішак · c2 білий пішак · d2 білий пішак · e2 біла тура · f2 білий пішак · g2 білий пішак · h2 білий пішак · e1 біла тура | 5 |
| 4 | e8 чорний хрестик · a7 чорний пішак · b7 чорний пішак · c7 чорний пішак · d7 чорний пішак · e7 чорний хрестик · f7 чорний пішак · g7 чорний пішак · h7 чорний пішак · e6 чорний хрестик · e5 чорний хрестик · e4 чорний хрестик · e3 чорний хрестик · a2 білий пішак · b2 білий пішак · c2 білий пішак · d2 білий пішак · e2 біла тура · f2 білий пішак · g2 білий пішак · h2 білий пішак · e1 біла тура | e8 чорний хрестик · a7 чорний пішак · b7 чорний пішак · c7 чорний пішак · d7 чорний пішак · e7 чорний хрестик · f7 чорний пішак · g7 чорний пішак · h7 чорний пішак · e6 чорний хрестик · e5 чорний хрестик · e4 чорний хрестик · e3 чорний хрестик · a2 білий пішак · b2 білий пішак · c2 білий пішак · d2 білий пішак · e2 біла тура · f2 білий пішак · g2 білий пішак · h2 білий пішак · e1 біла тура | e8 чорний хрестик · a7 чорний пішак · b7 чорний пішак · c7 чорний пішак · d7 чорний пішак · e7 чорний хрестик · f7 чорний пішак · g7 чорний пішак · h7 чорний пішак · e6 чорний хрестик · e5 чорний хрестик · e4 чорний хрестик · e3 чорний хрестик · a2 білий пішак · b2 білий пішак · c2 білий пішак · d2 білий пішак · e2 біла тура · f2 білий пішак · g2 білий пішак · h2 білий пішак · e1 біла тура | e8 чорний хрестик · a7 чорний пішак · b7 чорний пішак · c7 чорний пішак · d7 чорний пішак · e7 чорний хрестик · f7 чорний пішак · g7 чорний пішак · h7 чорний пішак · e6 чорний хрестик · e5 чорний хрестик · e4 чорний хрестик · e3 чорний хрестик · a2 білий пішак · b2 білий пішак · c2 білий пішак · d2 білий пішак · e2 біла тура · f2 білий пішак · g2 білий пішак · h2 білий пішак · e1 біла тура | e8 чорний хрестик · a7 чорний пішак · b7 чорний пішак · c7 чорний пішак · d7 чорний пішак · e7 чорний хрестик · f7 чорний пішак · g7 чорний пішак · h7 чорний пішак · e6 чорний хрестик · e5 чорний хрестик · e4 чорний хрестик · e3 чорний хрестик · a2 білий пішак · b2 білий пішак · c2 білий пішак · d2 білий пішак · e2 біла тура · f2 білий пішак · g2 білий пішак · h2 білий пішак · e1 біла тура | e8 чорний хрестик · a7 чорний пішак · b7 чорний пішак · c7 чорний пішак · d7 чорний пішак · e7 чорний хрестик · f7 чорний пішак · g7 чорний пішак · h7 чорний пішак · e6 чорний хрестик · e5 чорний хрестик · e4 чорний хрестик · e3 чорний хрестик · a2 білий пішак · b2 білий пішак · c2 білий пішак · d2 білий пішак · e2 біла тура · f2 білий пішак · g2 білий пішак · h2 білий пішак · e1 біла тура | e8 чорний хрестик · a7 чорний пішак · b7 чорний пішак · c7 чорний пішак · d7 чорний пішак · e7 чорний хрестик · f7 чорний пішак · g7 чорний пішак · h7 чорний пішак · e6 чорний хрестик · e5 чорний хрестик · e4 чорний хрестик · e3 чорний хрестик · a2 білий пішак · b2 білий пішак · c2 білий пішак · d2 білий пішак · e2 біла тура · f2 білий пішак · g2 білий пішак · h2 білий пішак · e1 біла тура | e8 чорний хрестик · a7 чорний пішак · b7 чорний пішак · c7 чорний пішак · d7 чорний пішак · e7 чорний хрестик · f7 чорний пішак · g7 чорний пішак · h7 чорний пішак · e6 чорний хрестик · e5 чорний хрестик · e4 чорний хрестик · e3 чорний хрестик · a2 білий пішак · b2 білий пішак · c2 білий пішак · d2 білий пішак · e2 біла тура · f2 білий пішак · g2 білий пішак · h2 білий пішак · e1 біла тура | 4 |
| 3 | e8 чорний хрестик · a7 чорний пішак · b7 чорний пішак · c7 чорний пішак · d7 чорний пішак · e7 чорний хрестик · f7 чорний пішак · g7 чорний пішак · h7 чорний пішак · e6 чорний хрестик · e5 чорний хрестик · e4 чорний хрестик · e3 чорний хрестик · a2 білий пішак · b2 білий пішак · c2 білий пішак · d2 білий пішак · e2 біла тура · f2 білий пішак · g2 білий пішак · h2 білий пішак · e1 біла тура | e8 чорний хрестик · a7 чорний пішак · b7 чорний пішак · c7 чорний пішак · d7 чорний пішак · e7 чорний хрестик · f7 чорний пішак · g7 чорний пішак · h7 чорний пішак · e6 чорний хрестик · e5 чорний хрестик · e4 чорний хрестик · e3 чорний хрестик · a2 білий пішак · b2 білий пішак · c2 білий пішак · d2 білий пішак · e2 біла тура · f2 білий пішак · g2 білий пішак · h2 білий пішак · e1 біла тура | e8 чорний хрестик · a7 чорний пішак · b7 чорний пішак · c7 чорний пішак · d7 чорний пішак · e7 чорний хрестик · f7 чорний пішак · g7 чорний пішак · h7 чорний пішак · e6 чорний хрестик · e5 чорний хрестик · e4 чорний хрестик · e3 чорний хрестик · a2 білий пішак · b2 білий пішак · c2 білий пішак · d2 білий пішак · e2 біла тура · f2 білий пішак · g2 білий пішак · h2 білий пішак · e1 біла тура | e8 чорний хрестик · a7 чорний пішак · b7 чорний пішак · c7 чорний пішак · d7 чорний пішак · e7 чорний хрестик · f7 чорний пішак · g7 чорний пішак · h7 чорний пішак · e6 чорний хрестик · e5 чорний хрестик · e4 чорний хрестик · e3 чорний хрестик · a2 білий пішак · b2 білий пішак · c2 білий пішак · d2 білий пішак · e2 біла тура · f2 білий пішак · g2 білий пішак · h2 білий пішак · e1 біла тура | e8 чорний хрестик · a7 чорний пішак · b7 чорний пішак · c7 чорний пішак · d7 чорний пішак · e7 чорний хрестик · f7 чорний пішак · g7 чорний пішак · h7 чорний пішак · e6 чорний хрестик · e5 чорний хрестик · e4 чорний хрестик · e3 чорний хрестик · a2 білий пішак · b2 білий пішак · c2 білий пішак · d2 білий пішак · e2 біла тура · f2 білий пішак · g2 білий пішак · h2 білий пішак · e1 біла тура | e8 чорний хрестик · a7 чорний пішак · b7 чорний пішак · c7 чорний пішак · d7 чорний пішак · e7 чорний хрестик · f7 чорний пішак · g7 чорний пішак · h7 чорний пішак · e6 чорний хрестик · e5 чорний хрестик · e4 чорний хрестик · e3 чорний хрестик · a2 білий пішак · b2 білий пішак · c2 білий пішак · d2 білий пішак · e2 біла тура · f2 білий пішак · g2 білий пішак · h2 білий пішак · e1 біла тура | e8 чорний хрестик · a7 чорний пішак · b7 чорний пішак · c7 чорний пішак · d7 чорний пішак · e7 чорний хрестик · f7 чорний пішак · g7 чорний пішак · h7 чорний пішак · e6 чорний хрестик · e5 чорний хрестик · e4 чорний хрестик · e3 чорний хрестик · a2 білий пішак · b2 білий пішак · c2 білий пішак · d2 білий пішак · e2 біла тура · f2 білий пішак · g2 білий пішак · h2 білий пішак · e1 біла тура | e8 чорний хрестик · a7 чорний пішак · b7 чорний пішак · c7 чорний пішак · d7 чорний пішак · e7 чорний хрестик · f7 чорний пішак · g7 чорний пішак · h7 чорний пішак · e6 чорний хрестик · e5 чорний хрестик · e4 чорний хрестик · e3 чорний хрестик · a2 білий пішак · b2 білий пішак · c2 білий пішак · d2 білий пішак · e2 біла тура · f2 білий пішак · g2 білий пішак · h2 білий пішак · e1 біла тура | 3 |
| 2 | e8 чорний хрестик · a7 чорний пішак · b7 чорний пішак · c7 чорний пішак · d7 чорний пішак · e7 чорний хрестик · f7 чорний пішак · g7 чорний пішак · h7 чорний пішак · e6 чорний хрестик · e5 чорний хрестик · e4 чорний хрестик · e3 чорний хрестик · a2 білий пішак · b2 білий пішак · c2 білий пішак · d2 білий пішак · e2 біла тура · f2 білий пішак · g2 білий пішак · h2 білий пішак · e1 біла тура | e8 чорний хрестик · a7 чорний пішак · b7 чорний пішак · c7 чорний пішак · d7 чорний пішак · e7 чорний хрестик · f7 чорний пішак · g7 чорний пішак · h7 чорний пішак · e6 чорний хрестик · e5 чорний хрестик · e4 чорний хрестик · e3 чорний хрестик · a2 білий пішак · b2 білий пішак · c2 білий пішак · d2 білий пішак · e2 біла тура · f2 білий пішак · g2 білий пішак · h2 білий пішак · e1 біла тура | e8 чорний хрестик · a7 чорний пішак · b7 чорний пішак · c7 чорний пішак · d7 чорний пішак · e7 чорний хрестик · f7 чорний пішак · g7 чорний пішак · h7 чорний пішак · e6 чорний хрестик · e5 чорний хрестик · e4 чорний хрестик · e3 чорний хрестик · a2 білий пішак · b2 білий пішак · c2 білий пішак · d2 білий пішак · e2 біла тура · f2 білий пішак · g2 білий пішак · h2 білий пішак · e1 біла тура | e8 чорний хрестик · a7 чорний пішак · b7 чорний пішак · c7 чорний пішак · d7 чорний пішак · e7 чорний хрестик · f7 чорний пішак · g7 чорний пішак · h7 чорний пішак · e6 чорний хрестик · e5 чорний хрестик · e4 чорний хрестик · e3 чорний хрестик · a2 білий пішак · b2 білий пішак · c2 білий пішак · d2 білий пішак · e2 біла тура · f2 білий пішак · g2 білий пішак · h2 білий пішак · e1 біла тура | e8 чорний хрестик · a7 чорний пішак · b7 чорний пішак · c7 чорний пішак · d7 чорний пішак · e7 чорний хрестик · f7 чорний пішак · g7 чорний пішак · h7 чорний пішак · e6 чорний хрестик · e5 чорний хрестик · e4 чорний хрестик · e3 чорний хрестик · a2 білий пішак · b2 білий пішак · c2 білий пішак · d2 білий пішак · e2 біла тура · f2 білий пішак · g2 білий пішак · h2 білий пішак · e1 біла тура | e8 чорний хрестик · a7 чорний пішак · b7 чорний пішак · c7 чорний пішак · d7 чорний пішак · e7 чорний хрестик · f7 чорний пішак · g7 чорний пішак · h7 чорний пішак · e6 чорний хрестик · e5 чорний хрестик · e4 чорний хрестик · e3 чорний хрестик · a2 білий пішак · b2 білий пішак · c2 білий пішак · d2 білий пішак · e2 біла тура · f2 білий пішак · g2 білий пішак · h2 білий пішак · e1 біла тура | e8 чорний хрестик · a7 чорний пішак · b7 чорний пішак · c7 чорний пішак · d7 чорний пішак · e7 чорний хрестик · f7 чорний пішак · g7 чорний пішак · h7 чорний пішак · e6 чорний хрестик · e5 чорний хрестик · e4 чорний хрестик · e3 чорний хрестик · a2 білий пішак · b2 білий пішак · c2 білий пішак · d2 білий пішак · e2 біла тура · f2 білий пішак · g2 білий пішак · h2 білий пішак · e1 біла тура | e8 чорний хрестик · a7 чорний пішак · b7 чорний пішак · c7 чорний пішак · d7 чорний пішак · e7 чорний хрестик · f7 чорний пішак · g7 чорний пішак · h7 чорний пішак · e6 чорний хрестик · e5 чорний хрестик · e4 чорний хрестик · e3 чорний хрестик · a2 білий пішак · b2 білий пішак · c2 білий пішак · d2 білий пішак · e2 біла тура · f2 білий пішак · g2 білий пішак · h2 білий пішак · e1 біла тура | 2 |
| 1 | e8 чорний хрестик · a7 чорний пішак · b7 чорний пішак · c7 чорний пішак · d7 чорний пішак · e7 чорний хрестик · f7 чорний пішак · g7 чорний пішак · h7 чорний пішак · e6 чорний хрестик · e5 чорний хрестик · e4 чорний хрестик · e3 чорний хрестик · a2 білий пішак · b2 білий пішак · c2 білий пішак · d2 білий пішак · e2 біла тура · f2 білий пішак · g2 білий пішак · h2 білий пішак · e1 біла тура | e8 чорний хрестик · a7 чорний пішак · b7 чорний пішак · c7 чорний пішак · d7 чорний пішак · e7 чорний хрестик · f7 чорний пішак · g7 чорний пішак · h7 чорний пішак · e6 чорний хрестик · e5 чорний хрестик · e4 чорний хрестик · e3 чорний хрестик · a2 білий пішак · b2 білий пішак · c2 білий пішак · d2 білий пішак · e2 біла тура · f2 білий пішак · g2 білий пішак · h2 білий пішак · e1 біла тура | e8 чорний хрестик · a7 чорний пішак · b7 чорний пішак · c7 чорний пішак · d7 чорний пішак · e7 чорний хрестик · f7 чорний пішак · g7 чорний пішак · h7 чорний пішак · e6 чорний хрестик · e5 чорний хрестик · e4 чорний хрестик · e3 чорний хрестик · a2 білий пішак · b2 білий пішак · c2 білий пішак · d2 білий пішак · e2 біла тура · f2 білий пішак · g2 білий пішак · h2 білий пішак · e1 біла тура | e8 чорний хрестик · a7 чорний пішак · b7 чорний пішак · c7 чорний пішак · d7 чорний пішак · e7 чорний хрестик · f7 чорний пішак · g7 чорний пішак · h7 чорний пішак · e6 чорний хрестик · e5 чорний хрестик · e4 чорний хрестик · e3 чорний хрестик · a2 білий пішак · b2 білий пішак · c2 білий пішак · d2 білий пішак · e2 біла тура · f2 білий пішак · g2 білий пішак · h2 білий пішак · e1 біла тура | e8 чорний хрестик · a7 чорний пішак · b7 чорний пішак · c7 чорний пішак · d7 чорний пішак · e7 чорний хрестик · f7 чорний пішак · g7 чорний пішак · h7 чорний пішак · e6 чорний хрестик · e5 чорний хрестик · e4 чорний хрестик · e3 чорний хрестик · a2 білий пішак · b2 білий пішак · c2 білий пішак · d2 білий пішак · e2 біла тура · f2 білий пішак · g2 білий пішак · h2 білий пішак · e1 біла тура | e8 чорний хрестик · a7 чорний пішак · b7 чорний пішак · c7 чорний пішак · d7 чорний пішак · e7 чорний хрестик · f7 чорний пішак · g7 чорний пішак · h7 чорний пішак · e6 чорний хрестик · e5 чорний хрестик · e4 чорний хрестик · e3 чорний хрестик · a2 білий пішак · b2 білий пішак · c2 білий пішак · d2 білий пішак · e2 біла тура · f2 білий пішак · g2 білий пішак · h2 білий пішак · e1 біла тура | e8 чорний хрестик · a7 чорний пішак · b7 чорний пішак · c7 чорний пішак · d7 чорний пішак · e7 чорний хрестик · f7 чорний пішак · g7 чорний пішак · h7 чорний пішак · e6 чорний хрестик · e5 чорний хрестик · e4 чорний хрестик · e3 чорний хрестик · a2 білий пішак · b2 білий пішак · c2 білий пішак · d2 білий пішак · e2 біла тура · f2 білий пішак · g2 білий пішак · h2 білий пішак · e1 біла тура | e8 чорний хрестик · a7 чорний пішак · b7 чорний пішак · c7 чорний пішак · d7 чорний пішак · e7 чорний хрестик · f7 чорний пішак · g7 чорний пішак · h7 чорний пішак · e6 чорний хрестик · e5 чорний хрестик · e4 чорний хрестик · e3 чорний хрестик · a2 білий пішак · b2 білий пішак · c2 білий пішак · d2 білий пішак · e2 біла тура · f2 білий пішак · g2 білий пішак · h2 білий пішак · e1 біла тура | 1 |
|   | a | b | c | d | e | f | g | h |   |

Відкрита лінія — вертикаль шахівниці, вільна від пішаків.

## Теорія
Володіння відкритою лінією зазвичай надає гравцеві суттєву позиційну перевагу. За наявності на дошці  важких фігур відкрита лінія стає важливим чинником стратегічної боротьби:
- По цій лінії важкі фігури можуть мати об'єкти для атаки.
- Лінія може слугувати для вторгнення фігур на територію суперника для виграшу матеріалу, або створення атаки на короля. Вторгнення відбувається, як правило, на 7-у чи 8-у горизонталь.

Часто для захоплення відкритої лінії використовують батарею з тур. Часом до її складу входить також і ферзь.

## Приклад
|   | a | b | c | d | e | f | g | h |   |
| 8 | f8 чорна тура · g8 чорний король · b7 чорний пішак · f7 чорний пішак · g7 чорний слон · a6 чорний пішак · b6 чорний кінь · c6 чорний пішак · e6 чорний ферзь · g6 чорний пішак · h6 чорний пішак · e5 чорний пішак · b4 білий пішак · c4 білий пішак · e4 білий пішак · b3 білий пішак · e3 білий кінь · f3 білий кінь · g3 білий пішак · d2 білий ферзь · f2 білий пішак · g2 білий пішак · d1 біла тура · g1 білий король | f8 чорна тура · g8 чорний король · b7 чорний пішак · f7 чорний пішак · g7 чорний слон · a6 чорний пішак · b6 чорний кінь · c6 чорний пішак · e6 чорний ферзь · g6 чорний пішак · h6 чорний пішак · e5 чорний пішак · b4 білий пішак · c4 білий пішак · e4 білий пішак · b3 білий пішак · e3 білий кінь · f3 білий кінь · g3 білий пішак · d2 білий ферзь · f2 білий пішак · g2 білий пішак · d1 біла тура · g1 білий король | f8 чорна тура · g8 чорний король · b7 чорний пішак · f7 чорний пішак · g7 чорний слон · a6 чорний пішак · b6 чорний кінь · c6 чорний пішак · e6 чорний ферзь · g6 чорний пішак · h6 чорний пішак · e5 чорний пішак · b4 білий пішак · c4 білий пішак · e4 білий пішак · b3 білий пішак · e3 білий кінь · f3 білий кінь · g3 білий пішак · d2 білий ферзь · f2 білий пішак · g2 білий пішак · d1 біла тура · g1 білий король | f8 чорна тура · g8 чорний король · b7 чорний пішак · f7 чорний пішак · g7 чорний слон · a6 чорний пішак · b6 чорний кінь · c6 чорний пішак · e6 чорний ферзь · g6 чорний пішак · h6 чорний пішак · e5 чорний пішак · b4 білий пішак · c4 білий пішак · e4 білий пішак · b3 білий пішак · e3 білий кінь · f3 білий кінь · g3 білий пішак · d2 білий ферзь · f2 білий пішак · g2 білий пішак · d1 біла тура · g1 білий король | f8 чорна тура · g8 чорний король · b7 чорний пішак · f7 чорний пішак · g7 чорний слон · a6 чорний пішак · b6 чорний кінь · c6 чорний пішак · e6 чорний ферзь · g6 чорний пішак · h6 чорний пішак · e5 чорний пішак · b4 білий пішак · c4 білий пішак · e4 білий пішак · b3 білий пішак · e3 білий кінь · f3 білий кінь · g3 білий пішак · d2 білий ферзь · f2 білий пішак · g2 білий пішак · d1 біла тура · g1 білий король | f8 чорна тура · g8 чорний король · b7 чорний пішак · f7 чорний пішак · g7 чорний слон · a6 чорний пішак · b6 чорний кінь · c6 чорний пішак · e6 чорний ферзь · g6 чорний пішак · h6 чорний пішак · e5 чорний пішак · b4 білий пішак · c4 білий пішак · e4 білий пішак · b3 білий пішак · e3 білий кінь · f3 білий кінь · g3 білий пішак · d2 білий ферзь · f2 білий пішак · g2 білий пішак · d1 біла тура · g1 білий король | f8 чорна тура · g8 чорний король · b7 чорний пішак · f7 чорний пішак · g7 чорний слон · a6 чорний пішак · b6 чорний кінь · c6 чорний пішак · e6 чорний ферзь · g6 чорний пішак · h6 чорний пішак · e5 чорний пішак · b4 білий пішак · c4 білий пішак · e4 білий пішак · b3 білий пішак · e3 білий кінь · f3 білий кінь · g3 білий пішак · d2 білий ферзь · f2 білий пішак · g2 білий пішак · d1 біла тура · g1 білий король | f8 чорна тура · g8 чорний король · b7 чорний пішак · f7 чорний пішак · g7 чорний слон · a6 чорний пішак · b6 чорний кінь · c6 чорний пішак · e6 чорний ферзь · g6 чорний пішак · h6 чорний пішак · e5 чорний пішак · b4 білий пішак · c4 білий пішак · e4 білий пішак · b3 білий пішак · e3 білий кінь · f3 білий кінь · g3 білий пішак · d2 білий ферзь · f2 білий пішак · g2 білий пішак · d1 біла тура · g1 білий король | 8 |
| 7 | f8 чорна тура · g8 чорний король · b7 чорний пішак · f7 чорний пішак · g7 чорний слон · a6 чорний пішак · b6 чорний кінь · c6 чорний пішак · e6 чорний ферзь · g6 чорний пішак · h6 чорний пішак · e5 чорний пішак · b4 білий пішак · c4 білий пішак · e4 білий пішак · b3 білий пішак · e3 білий кінь · f3 білий кінь · g3 білий пішак · d2 білий ферзь · f2 білий пішак · g2 білий пішак · d1 біла тура · g1 білий король | f8 чорна тура · g8 чорний король · b7 чорний пішак · f7 чорний пішак · g7 чорний слон · a6 чорний пішак · b6 чорний кінь · c6 чорний пішак · e6 чорний ферзь · g6 чорний пішак · h6 чорний пішак · e5 чорний пішак · b4 білий пішак · c4 білий пішак · e4 білий пішак · b3 білий пішак · e3 білий кінь · f3 білий кінь · g3 білий пішак · d2 білий ферзь · f2 білий пішак · g2 білий пішак · d1 біла тура · g1 білий король | f8 чорна тура · g8 чорний король · b7 чорний пішак · f7 чорний пішак · g7 чорний слон · a6 чорний пішак · b6 чорний кінь · c6 чорний пішак · e6 чорний ферзь · g6 чорний пішак · h6 чорний пішак · e5 чорний пішак · b4 білий пішак · c4 білий пішак · e4 білий пішак · b3 білий пішак · e3 білий кінь · f3 білий кінь · g3 білий пішак · d2 білий ферзь · f2 білий пішак · g2 білий пішак · d1 біла тура · g1 білий король | f8 чорна тура · g8 чорний король · b7 чорний пішак · f7 чорний пішак · g7 чорний слон · a6 чорний пішак · b6 чорний кінь · c6 чорний пішак · e6 чорний ферзь · g6 чорний пішак · h6 чорний пішак · e5 чорний пішак · b4 білий пішак · c4 білий пішак · e4 білий пішак · b3 білий пішак · e3 білий кінь · f3 білий кінь · g3 білий пішак · d2 білий ферзь · f2 білий пішак · g2 білий пішак · d1 біла тура · g1 білий король | f8 чорна тура · g8 чорний король · b7 чорний пішак · f7 чорний пішак · g7 чорний слон · a6 чорний пішак · b6 чорний кінь · c6 чорний пішак · e6 чорний ферзь · g6 чорний пішак · h6 чорний пішак · e5 чорний пішак · b4 білий пішак · c4 білий пішак · e4 білий пішак · b3 білий пішак · e3 білий кінь · f3 білий кінь · g3 білий пішак · d2 білий ферзь · f2 білий пішак · g2 білий пішак · d1 біла тура · g1 білий король | f8 чорна тура · g8 чорний король · b7 чорний пішак · f7 чорний пішак · g7 чорний слон · a6 чорний пішак · b6 чорний кінь · c6 чорний пішак · e6 чорний ферзь · g6 чорний пішак · h6 чорний пішак · e5 чорний пішак · b4 білий пішак · c4 білий пішак · e4 білий пішак · b3 білий пішак · e3 білий кінь · f3 білий кінь · g3 білий пішак · d2 білий ферзь · f2 білий пішак · g2 білий пішак · d1 біла тура · g1 білий король | f8 чорна тура · g8 чорний король · b7 чорний пішак · f7 чорний пішак · g7 чорний слон · a6 чорний пішак · b6 чорний кінь · c6 чорний пішак · e6 чорний ферзь · g6 чорний пішак · h6 чорний пішак · e5 чорний пішак · b4 білий пішак · c4 білий пішак · e4 білий пішак · b3 білий пішак · e3 білий кінь · f3 білий кінь · g3 білий пішак · d2 білий ферзь · f2 білий пішак · g2 білий пішак · d1 біла тура · g1 білий король | f8 чорна тура · g8 чорний король · b7 чорний пішак · f7 чорний пішак · g7 чорний слон · a6 чорний пішак · b6 чорний кінь · c6 чорний пішак · e6 чорний ферзь · g6 чорний пішак · h6 чорний пішак · e5 чорний пішак · b4 білий пішак · c4 білий пішак · e4 білий пішак · b3 білий пішак · e3 білий кінь · f3 білий кінь · g3 білий пішак · d2 білий ферзь · f2 білий пішак · g2 білий пішак · d1 біла тура · g1 білий король | 7 |
| 6 | f8 чорна тура · g8 чорний король · b7 чорний пішак · f7 чорний пішак · g7 чорний слон · a6 чорний пішак · b6 чорний кінь · c6 чорний пішак · e6 чорний ферзь · g6 чорний пішак · h6 чорний пішак · e5 чорний пішак · b4 білий пішак · c4 білий пішак · e4 білий пішак · b3 білий пішак · e3 білий кінь · f3 білий кінь · g3 білий пішак · d2 білий ферзь · f2 білий пішак · g2 білий пішак · d1 біла тура · g1 білий король | f8 чорна тура · g8 чорний король · b7 чорний пішак · f7 чорний пішак · g7 чорний слон · a6 чорний пішак · b6 чорний кінь · c6 чорний пішак · e6 чорний ферзь · g6 чорний пішак · h6 чорний пішак · e5 чорний пішак · b4 білий пішак · c4 білий пішак · e4 білий пішак · b3 білий пішак · e3 білий кінь · f3 білий кінь · g3 білий пішак · d2 білий ферзь · f2 білий пішак · g2 білий пішак · d1 біла тура · g1 білий король | f8 чорна тура · g8 чорний король · b7 чорний пішак · f7 чорний пішак · g7 чорний слон · a6 чорний пішак · b6 чорний кінь · c6 чорний пішак · e6 чорний ферзь · g6 чорний пішак · h6 чорний пішак · e5 чорний пішак · b4 білий пішак · c4 білий пішак · e4 білий пішак · b3 білий пішак · e3 білий кінь · f3 білий кінь · g3 білий пішак · d2 білий ферзь · f2 білий пішак · g2 білий пішак · d1 біла тура · g1 білий король | f8 чорна тура · g8 чорний король · b7 чорний пішак · f7 чорний пішак · g7 чорний слон · a6 чорний пішак · b6 чорний кінь · c6 чорний пішак · e6 чорний ферзь · g6 чорний пішак · h6 чорний пішак · e5 чорний пішак · b4 білий пішак · c4 білий пішак · e4 білий пішак · b3 білий пішак · e3 білий кінь · f3 білий кінь · g3 білий пішак · d2 білий ферзь · f2 білий пішак · g2 білий пішак · d1 біла тура · g1 білий король | f8 чорна тура · g8 чорний король · b7 чорний пішак · f7 чорний пішак · g7 чорний слон · a6 чорний пішак · b6 чорний кінь · c6 чорний пішак · e6 чорний ферзь · g6 чорний пішак · h6 чорний пішак · e5 чорний пішак · b4 білий пішак · c4 білий пішак · e4 білий пішак · b3 білий пішак · e3 білий кінь · f3 білий кінь · g3 білий пішак · d2 білий ферзь · f2 білий пішак · g2 білий пішак · d1 біла тура · g1 білий король | f8 чорна тура · g8 чорний король · b7 чорний пішак · f7 чорний пішак · g7 чорний слон · a6 чорний пішак · b6 чорний кінь · c6 чорний пішак · e6 чорний ферзь · g6 чорний пішак · h6 чорний пішак · e5 чорний пішак · b4 білий пішак · c4 білий пішак · e4 білий пішак · b3 білий пішак · e3 білий кінь · f3 білий кінь · g3 білий пішак · d2 білий ферзь · f2 білий пішак · g2 білий пішак · d1 біла тура · g1 білий король | f8 чорна тура · g8 чорний король · b7 чорний пішак · f7 чорний пішак · g7 чорний слон · a6 чорний пішак · b6 чорний кінь · c6 чорний пішак · e6 чорний ферзь · g6 чорний пішак · h6 чорний пішак · e5 чорний пішак · b4 білий пішак · c4 білий пішак · e4 білий пішак · b3 білий пішак · e3 білий кінь · f3 білий кінь · g3 білий пішак · d2 білий ферзь · f2 білий пішак · g2 білий пішак · d1 біла тура · g1 білий король | f8 чорна тура · g8 чорний король · b7 чорний пішак · f7 чорний пішак · g7 чорний слон · a6 чорний пішак · b6 чорний кінь · c6 чорний пішак · e6 чорний ферзь · g6 чорний пішак · h6 чорний пішак · e5 чорний пішак · b4 білий пішак · c4 білий пішак · e4 білий пішак · b3 білий пішак · e3 білий кінь · f3 білий кінь · g3 білий пішак · d2 білий ферзь · f2 білий пішак · g2 білий пішак · d1 біла тура · g1 білий король | 6 |
| 5 | f8 чорна тура · g8 чорний король · b7 чорний пішак · f7 чорний пішак · g7 чорний слон · a6 чорний пішак · b6 чорний кінь · c6 чорний пішак · e6 чорний ферзь · g6 чорний пішак · h6 чорний пішак · e5 чорний пішак · b4 білий пішак · c4 білий пішак · e4 білий пішак · b3 білий пішак · e3 білий кінь · f3 білий кінь · g3 білий пішак · d2 білий ферзь · f2 білий пішак · g2 білий пішак · d1 біла тура · g1 білий король | f8 чорна тура · g8 чорний король · b7 чорний пішак · f7 чорний пішак · g7 чорний слон · a6 чорний пішак · b6 чорний кінь · c6 чорний пішак · e6 чорний ферзь · g6 чорний пішак · h6 чорний пішак · e5 чорний пішак · b4 білий пішак · c4 білий пішак · e4 білий пішак · b3 білий пішак · e3 білий кінь · f3 білий кінь · g3 білий пішак · d2 білий ферзь · f2 білий пішак · g2 білий пішак · d1 біла тура · g1 білий король | f8 чорна тура · g8 чорний король · b7 чорний пішак · f7 чорний пішак · g7 чорний слон · a6 чорний пішак · b6 чорний кінь · c6 чорний пішак · e6 чорний ферзь · g6 чорний пішак · h6 чорний пішак · e5 чорний пішак · b4 білий пішак · c4 білий пішак · e4 білий пішак · b3 білий пішак · e3 білий кінь · f3 білий кінь · g3 білий пішак · d2 білий ферзь · f2 білий пішак · g2 білий пішак · d1 біла тура · g1 білий король | f8 чорна тура · g8 чорний король · b7 чорний пішак · f7 чорний пішак · g7 чорний слон · a6 чорний пішак · b6 чорний кінь · c6 чорний пішак · e6 чорний ферзь · g6 чорний пішак · h6 чорний пішак · e5 чорний пішак · b4 білий пішак · c4 білий пішак · e4 білий пішак · b3 білий пішак · e3 білий кінь · f3 білий кінь · g3 білий пішак · d2 білий ферзь · f2 білий пішак · g2 білий пішак · d1 біла тура · g1 білий король | f8 чорна тура · g8 чорний король · b7 чорний пішак · f7 чорний пішак · g7 чорний слон · a6 чорний пішак · b6 чорний кінь · c6 чорний пішак · e6 чорний ферзь · g6 чорний пішак · h6 чорний пішак · e5 чорний пішак · b4 білий пішак · c4 білий пішак · e4 білий пішак · b3 білий пішак · e3 білий кінь · f3 білий кінь · g3 білий пішак · d2 білий ферзь · f2 білий пішак · g2 білий пішак · d1 біла тура · g1 білий король | f8 чорна тура · g8 чорний король · b7 чорний пішак · f7 чорний пішак · g7 чорний слон · a6 чорний пішак · b6 чорний кінь · c6 чорний пішак · e6 чорний ферзь · g6 чорний пішак · h6 чорний пішак · e5 чорний пішак · b4 білий пішак · c4 білий пішак · e4 білий пішак · b3 білий пішак · e3 білий кінь · f3 білий кінь · g3 білий пішак · d2 білий ферзь · f2 білий пішак · g2 білий пішак · d1 біла тура · g1 білий король | f8 чорна тура · g8 чорний король · b7 чорний пішак · f7 чорний пішак · g7 чорний слон · a6 чорний пішак · b6 чорний кінь · c6 чорний пішак · e6 чорний ферзь · g6 чорний пішак · h6 чорний пішак · e5 чорний пішак · b4 білий пішак · c4 білий пішак · e4 білий пішак · b3 білий пішак · e3 білий кінь · f3 білий кінь · g3 білий пішак · d2 білий ферзь · f2 білий пішак · g2 білий пішак · d1 біла тура · g1 білий король | f8 чорна тура · g8 чорний король · b7 чорний пішак · f7 чорний пішак · g7 чорний слон · a6 чорний пішак · b6 чорний кінь · c6 чорний пішак · e6 чорний ферзь · g6 чорний пішак · h6 чорний пішак · e5 чорний пішак · b4 білий пішак · c4 білий пішак · e4 білий пішак · b3 білий пішак · e3 білий кінь · f3 білий кінь · g3 білий пішак · d2 білий ферзь · f2 білий пішак · g2 білий пішак · d1 біла тура · g1 білий король | 5 |
| 4 | f8 чорна тура · g8 чорний король · b7 чорний пішак · f7 чорний пішак · g7 чорний слон · a6 чорний пішак · b6 чорний кінь · c6 чорний пішак · e6 чорний ферзь · g6 чорний пішак · h6 чорний пішак · e5 чорний пішак · b4 білий пішак · c4 білий пішак · e4 білий пішак · b3 білий пішак · e3 білий кінь · f3 білий кінь · g3 білий пішак · d2 білий ферзь · f2 білий пішак · g2 білий пішак · d1 біла тура · g1 білий король | f8 чорна тура · g8 чорний король · b7 чорний пішак · f7 чорний пішак · g7 чорний слон · a6 чорний пішак · b6 чорний кінь · c6 чорний пішак · e6 чорний ферзь · g6 чорний пішак · h6 чорний пішак · e5 чорний пішак · b4 білий пішак · c4 білий пішак · e4 білий пішак · b3 білий пішак · e3 білий кінь · f3 білий кінь · g3 білий пішак · d2 білий ферзь · f2 білий пішак · g2 білий пішак · d1 біла тура · g1 білий король | f8 чорна тура · g8 чорний король · b7 чорний пішак · f7 чорний пішак · g7 чорний слон · a6 чорний пішак · b6 чорний кінь · c6 чорний пішак · e6 чорний ферзь · g6 чорний пішак · h6 чорний пішак · e5 чорний пішак · b4 білий пішак · c4 білий пішак · e4 білий пішак · b3 білий пішак · e3 білий кінь · f3 білий кінь · g3 білий пішак · d2 білий ферзь · f2 білий пішак · g2 білий пішак · d1 біла тура · g1 білий король | f8 чорна тура · g8 чорний король · b7 чорний пішак · f7 чорний пішак · g7 чорний слон · a6 чорний пішак · b6 чорний кінь · c6 чорний пішак · e6 чорний ферзь · g6 чорний пішак · h6 чорний пішак · e5 чорний пішак · b4 білий пішак · c4 білий пішак · e4 білий пішак · b3 білий пішак · e3 білий кінь · f3 білий кінь · g3 білий пішак · d2 білий ферзь · f2 білий пішак · g2 білий пішак · d1 біла тура · g1 білий король | f8 чорна тура · g8 чорний король · b7 чорний пішак · f7 чорний пішак · g7 чорний слон · a6 чорний пішак · b6 чорний кінь · c6 чорний пішак · e6 чорний ферзь · g6 чорний пішак · h6 чорний пішак · e5 чорний пішак · b4 білий пішак · c4 білий пішак · e4 білий пішак · b3 білий пішак · e3 білий кінь · f3 білий кінь · g3 білий пішак · d2 білий ферзь · f2 білий пішак · g2 білий пішак · d1 біла тура · g1 білий король | f8 чорна тура · g8 чорний король · b7 чорний пішак · f7 чорний пішак · g7 чорний слон · a6 чорний пішак · b6 чорний кінь · c6 чорний пішак · e6 чорний ферзь · g6 чорний пішак · h6 чорний пішак · e5 чорний пішак · b4 білий пішак · c4 білий пішак · e4 білий пішак · b3 білий пішак · e3 білий кінь · f3 білий кінь · g3 білий пішак · d2 білий ферзь · f2 білий пішак · g2 білий пішак · d1 біла тура · g1 білий король | f8 чорна тура · g8 чорний король · b7 чорний пішак · f7 чорний пішак · g7 чорний слон · a6 чорний пішак · b6 чорний кінь · c6 чорний пішак · e6 чорний ферзь · g6 чорний пішак · h6 чорний пішак · e5 чорний пішак · b4 білий пішак · c4 білий пішак · e4 білий пішак · b3 білий пішак · e3 білий кінь · f3 білий кінь · g3 білий пішак · d2 білий ферзь · f2 білий пішак · g2 білий пішак · d1 біла тура · g1 білий король | f8 чорна тура · g8 чорний король · b7 чорний пішак · f7 чорний пішак · g7 чорний слон · a6 чорний пішак · b6 чорний кінь · c6 чорний пішак · e6 чорний ферзь · g6 чорний пішак · h6 чорний пішак · e5 чорний пішак · b4 білий пішак · c4 білий пішак · e4 білий пішак · b3 білий пішак · e3 білий кінь · f3 білий кінь · g3 білий пішак · d2 білий ферзь · f2 білий пішак · g2 білий пішак · d1 біла тура · g1 білий король | 4 |
| 3 | f8 чорна тура · g8 чорний король · b7 чорний пішак · f7 чорний пішак · g7 чорний слон · a6 чорний пішак · b6 чорний кінь · c6 чорний пішак · e6 чорний ферзь · g6 чорний пішак · h6 чорний пішак · e5 чорний пішак · b4 білий пішак · c4 білий пішак · e4 білий пішак · b3 білий пішак · e3 білий кінь · f3 білий кінь · g3 білий пішак · d2 білий ферзь · f2 білий пішак · g2 білий пішак · d1 біла тура · g1 білий король | f8 чорна тура · g8 чорний король · b7 чорний пішак · f7 чорний пішак · g7 чорний слон · a6 чорний пішак · b6 чорний кінь · c6 чорний пішак · e6 чорний ферзь · g6 чорний пішак · h6 чорний пішак · e5 чорний пішак · b4 білий пішак · c4 білий пішак · e4 білий пішак · b3 білий пішак · e3 білий кінь · f3 білий кінь · g3 білий пішак · d2 білий ферзь · f2 білий пішак · g2 білий пішак · d1 біла тура · g1 білий король | f8 чорна тура · g8 чорний король · b7 чорний пішак · f7 чорний пішак · g7 чорний слон · a6 чорний пішак · b6 чорний кінь · c6 чорний пішак · e6 чорний ферзь · g6 чорний пішак · h6 чорний пішак · e5 чорний пішак · b4 білий пішак · c4 білий пішак · e4 білий пішак · b3 білий пішак · e3 білий кінь · f3 білий кінь · g3 білий пішак · d2 білий ферзь · f2 білий пішак · g2 білий пішак · d1 біла тура · g1 білий король | f8 чорна тура · g8 чорний король · b7 чорний пішак · f7 чорний пішак · g7 чорний слон · a6 чорний пішак · b6 чорний кінь · c6 чорний пішак · e6 чорний ферзь · g6 чорний пішак · h6 чорний пішак · e5 чорний пішак · b4 білий пішак · c4 білий пішак · e4 білий пішак · b3 білий пішак · e3 білий кінь · f3 білий кінь · g3 білий пішак · d2 білий ферзь · f2 білий пішак · g2 білий пішак · d1 біла тура · g1 білий король | f8 чорна тура · g8 чорний король · b7 чорний пішак · f7 чорний пішак · g7 чорний слон · a6 чорний пішак · b6 чорний кінь · c6 чорний пішак · e6 чорний ферзь · g6 чорний пішак · h6 чорний пішак · e5 чорний пішак · b4 білий пішак · c4 білий пішак · e4 білий пішак · b3 білий пішак · e3 білий кінь · f3 білий кінь · g3 білий пішак · d2 білий ферзь · f2 білий пішак · g2 білий пішак · d1 біла тура · g1 білий король | f8 чорна тура · g8 чорний король · b7 чорний пішак · f7 чорний пішак · g7 чорний слон · a6 чорний пішак · b6 чорний кінь · c6 чорний пішак · e6 чорний ферзь · g6 чорний пішак · h6 чорний пішак · e5 чорний пішак · b4 білий пішак · c4 білий пішак · e4 білий пішак · b3 білий пішак · e3 білий кінь · f3 білий кінь · g3 білий пішак · d2 білий ферзь · f2 білий пішак · g2 білий пішак · d1 біла тура · g1 білий король | f8 чорна тура · g8 чорний король · b7 чорний пішак · f7 чорний пішак · g7 чорний слон · a6 чорний пішак · b6 чорний кінь · c6 чорний пішак · e6 чорний ферзь · g6 чорний пішак · h6 чорний пішак · e5 чорний пішак · b4 білий пішак · c4 білий пішак · e4 білий пішак · b3 білий пішак · e3 білий кінь · f3 білий кінь · g3 білий пішак · d2 білий ферзь · f2 білий пішак · g2 білий пішак · d1 біла тура · g1 білий король | f8 чорна тура · g8 чорний король · b7 чорний пішак · f7 чорний пішак · g7 чорний слон · a6 чорний пішак · b6 чорний кінь · c6 чорний пішак · e6 чорний ферзь · g6 чорний пішак · h6 чорний пішак · e5 чорний пішак · b4 білий пішак · c4 білий пішак · e4 білий пішак · b3 білий пішак · e3 білий кінь · f3 білий кінь · g3 білий пішак · d2 білий ферзь · f2 білий пішак · g2 білий пішак · d1 біла тура · g1 білий король | 3 |
| 2 | f8 чорна тура · g8 чорний король · b7 чорний пішак · f7 чорний пішак · g7 чорний слон · a6 чорний пішак · b6 чорний кінь · c6 чорний пішак · e6 чорний ферзь · g6 чорний пішак · h6 чорний пішак · e5 чорний пішак · b4 білий пішак · c4 білий пішак · e4 білий пішак · b3 білий пішак · e3 білий кінь · f3 білий кінь · g3 білий пішак · d2 білий ферзь · f2 білий пішак · g2 білий пішак · d1 біла тура · g1 білий король | f8 чорна тура · g8 чорний король · b7 чорний пішак · f7 чорний пішак · g7 чорний слон · a6 чорний пішак · b6 чорний кінь · c6 чорний пішак · e6 чорний ферзь · g6 чорний пішак · h6 чорний пішак · e5 чорний пішак · b4 білий пішак · c4 білий пішак · e4 білий пішак · b3 білий пішак · e3 білий кінь · f3 білий кінь · g3 білий пішак · d2 білий ферзь · f2 білий пішак · g2 білий пішак · d1 біла тура · g1 білий король | f8 чорна тура · g8 чорний король · b7 чорний пішак · f7 чорний пішак · g7 чорний слон · a6 чорний пішак · b6 чорний кінь · c6 чорний пішак · e6 чорний ферзь · g6 чорний пішак · h6 чорний пішак · e5 чорний пішак · b4 білий пішак · c4 білий пішак · e4 білий пішак · b3 білий пішак · e3 білий кінь · f3 білий кінь · g3 білий пішак · d2 білий ферзь · f2 білий пішак · g2 білий пішак · d1 біла тура · g1 білий король | f8 чорна тура · g8 чорний король · b7 чорний пішак · f7 чорний пішак · g7 чорний слон · a6 чорний пішак · b6 чорний кінь · c6 чорний пішак · e6 чорний ферзь · g6 чорний пішак · h6 чорний пішак · e5 чорний пішак · b4 білий пішак · c4 білий пішак · e4 білий пішак · b3 білий пішак · e3 білий кінь · f3 білий кінь · g3 білий пішак · d2 білий ферзь · f2 білий пішак · g2 білий пішак · d1 біла тура · g1 білий король | f8 чорна тура · g8 чорний король · b7 чорний пішак · f7 чорний пішак · g7 чорний слон · a6 чорний пішак · b6 чорний кінь · c6 чорний пішак · e6 чорний ферзь · g6 чорний пішак · h6 чорний пішак · e5 чорний пішак · b4 білий пішак · c4 білий пішак · e4 білий пішак · b3 білий пішак · e3 білий кінь · f3 білий кінь · g3 білий пішак · d2 білий ферзь · f2 білий пішак · g2 білий пішак · d1 біла тура · g1 білий король | f8 чорна тура · g8 чорний король · b7 чорний пішак · f7 чорний пішак · g7 чорний слон · a6 чорний пішак · b6 чорний кінь · c6 чорний пішак · e6 чорний ферзь · g6 чорний пішак · h6 чорний пішак · e5 чорний пішак · b4 білий пішак · c4 білий пішак · e4 білий пішак · b3 білий пішак · e3 білий кінь · f3 білий кінь · g3 білий пішак · d2 білий ферзь · f2 білий пішак · g2 білий пішак · d1 біла тура · g1 білий король | f8 чорна тура · g8 чорний король · b7 чорний пішак · f7 чорний пішак · g7 чорний слон · a6 чорний пішак · b6 чорний кінь · c6 чорний пішак · e6 чорний ферзь · g6 чорний пішак · h6 чорний пішак · e5 чорний пішак · b4 білий пішак · c4 білий пішак · e4 білий пішак · b3 білий пішак · e3 білий кінь · f3 білий кінь · g3 білий пішак · d2 білий ферзь · f2 білий пішак · g2 білий пішак · d1 біла тура · g1 білий король | f8 чорна тура · g8 чорний король · b7 чорний пішак · f7 чорний пішак · g7 чорний слон · a6 чорний пішак · b6 чорний кінь · c6 чорний пішак · e6 чорний ферзь · g6 чорний пішак · h6 чорний пішак · e5 чорний пішак · b4 білий пішак · c4 білий пішак · e4 білий пішак · b3 білий пішак · e3 білий кінь · f3 білий кінь · g3 білий пішак · d2 білий ферзь · f2 білий пішак · g2 білий пішак · d1 біла тура · g1 білий король | 2 |
| 1 | f8 чорна тура · g8 чорний король · b7 чорний пішак · f7 чорний пішак · g7 чорний слон · a6 чорний пішак · b6 чорний кінь · c6 чорний пішак · e6 чорний ферзь · g6 чорний пішак · h6 чорний пішак · e5 чорний пішак · b4 білий пішак · c4 білий пішак · e4 білий пішак · b3 білий пішак · e3 білий кінь · f3 білий кінь · g3 білий пішак · d2 білий ферзь · f2 білий пішак · g2 білий пішак · d1 біла тура · g1 білий король | f8 чорна тура · g8 чорний король · b7 чорний пішак · f7 чорний пішак · g7 чорний слон · a6 чорний пішак · b6 чорний кінь · c6 чорний пішак · e6 чорний ферзь · g6 чорний пішак · h6 чорний пішак · e5 чорний пішак · b4 білий пішак · c4 білий пішак · e4 білий пішак · b3 білий пішак · e3 білий кінь · f3 білий кінь · g3 білий пішак · d2 білий ферзь · f2 білий пішак · g2 білий пішак · d1 біла тура · g1 білий король | f8 чорна тура · g8 чорний король · b7 чорний пішак · f7 чорний пішак · g7 чорний слон · a6 чорний пішак · b6 чорний кінь · c6 чорний пішак · e6 чорний ферзь · g6 чорний пішак · h6 чорний пішак · e5 чорний пішак · b4 білий пішак · c4 білий пішак · e4 білий пішак · b3 білий пішак · e3 білий кінь · f3 білий кінь · g3 білий пішак · d2 білий ферзь · f2 білий пішак · g2 білий пішак · d1 біла тура · g1 білий король | f8 чорна тура · g8 чорний король · b7 чорний пішак · f7 чорний пішак · g7 чорний слон · a6 чорний пішак · b6 чорний кінь · c6 чорний пішак · e6 чорний ферзь · g6 чорний пішак · h6 чорний пішак · e5 чорний пішак · b4 білий пішак · c4 білий пішак · e4 білий пішак · b3 білий пішак · e3 білий кінь · f3 білий кінь · g3 білий пішак · d2 білий ферзь · f2 білий пішак · g2 білий пішак · d1 біла тура · g1 білий король | f8 чорна тура · g8 чорний король · b7 чорний пішак · f7 чорний пішак · g7 чорний слон · a6 чорний пішак · b6 чорний кінь · c6 чорний пішак · e6 чорний ферзь · g6 чорний пішак · h6 чорний пішак · e5 чорний пішак · b4 білий пішак · c4 білий пішак · e4 білий пішак · b3 білий пішак · e3 білий кінь · f3 білий кінь · g3 білий пішак · d2 білий ферзь · f2 білий пішак · g2 білий пішак · d1 біла тура · g1 білий король | f8 чорна тура · g8 чорний король · b7 чорний пішак · f7 чорний пішак · g7 чорний слон · a6 чорний пішак · b6 чорний кінь · c6 чорний пішак · e6 чорний ферзь · g6 чорний пішак · h6 чорний пішак · e5 чорний пішак · b4 білий пішак · c4 білий пішак · e4 білий пішак · b3 білий пішак · e3 білий кінь · f3 білий кінь · g3 білий пішак · d2 білий ферзь · f2 білий пішак · g2 білий пішак · d1 біла тура · g1 білий король | f8 чорна тура · g8 чорний король · b7 чорний пішак · f7 чорний пішак · g7 чорний слон · a6 чорний пішак · b6 чорний кінь · c6 чорний пішак · e6 чорний ферзь · g6 чорний пішак · h6 чорний пішак · e5 чорний пішак · b4 білий пішак · c4 білий пішак · e4 білий пішак · b3 білий пішак · e3 білий кінь · f3 білий кінь · g3 білий пішак · d2 білий ферзь · f2 білий пішак · g2 білий пішак · d1 біла тура · g1 білий король | f8 чорна тура · g8 чорний король · b7 чорний пішак · f7 чорний пішак · g7 чорний слон · a6 чорний пішак · b6 чорний кінь · c6 чорний пішак · e6 чорний ферзь · g6 чорний пішак · h6 чорний пішак · e5 чорний пішак · b4 білий пішак · c4 білий пішак · e4 білий пішак · b3 білий пішак · e3 білий кінь · f3 білий кінь · g3 білий пішак · d2 білий ферзь · f2 білий пішак · g2 білий пішак · d1 біла тура · g1 білий король | 1 |
|   | a | b | c | d | e | f | g | h |   |

В партії Ботвинник — Болеславський вирішальним чинником стало те, що білі заволоділи центральною вертикаллю:
Чорні намагаються протистояти тиску пішака по лінії «d».
26... Cf6
З наміром 27... Лd8.
27. с5! 
Але білі знаходять можливість для вторгнення білих на 7-у горизонталь.
27... Кс8
28. Фd7 Ф:b3
29. Ф:b7 
Пішаки ферзевого флангу стають легкою здобиччю ферзя.
29... Cg5
30. K:g5 hg
31. Ф:a6
Після виграшу пішака, білі врешті-решт змогли реалізувати матеріальну перевагу. При цьому біла тура до кінця партії займала активну позицію по лінії «d».

## Виноски
1. ↑  Ботвинник — Болеславський, Москва 1945. Архів оригіналу за 4 березня 2016. Процитовано 18 серпня 2014.